# Miss Europe 1993

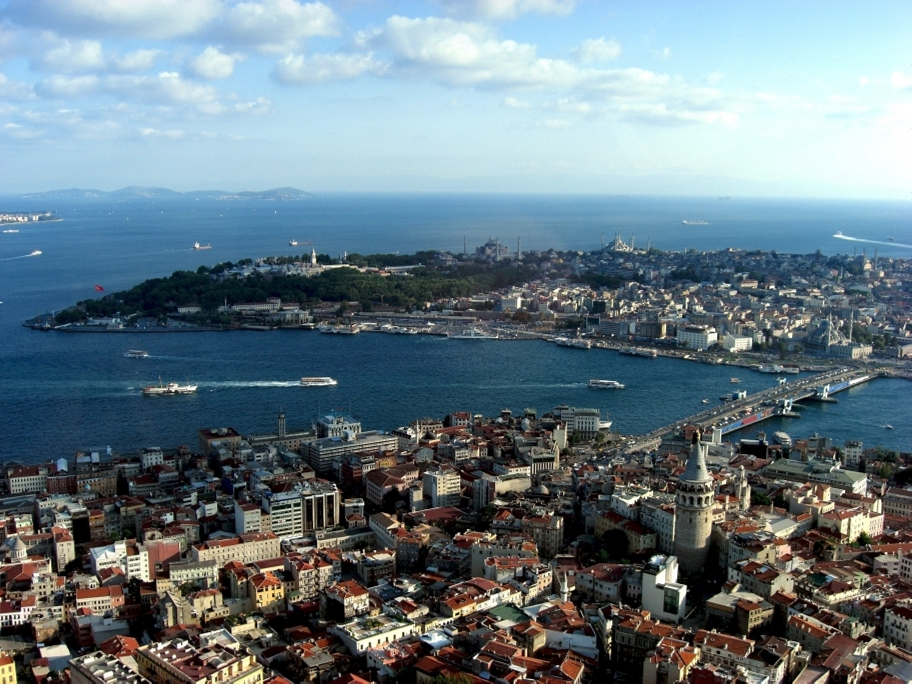
Blick auf Istanbul, Ort der Veranstaltung. Hier ein Bild von 2010.

Der Wettbewerb um die Miss Europe 1993 war der siebenunddreißigste seit 1948, den die Mondial Events Organisation (MEO) durchführte. Sie war von den Franzosen Roger Zeiler und Claude Berr ins Leben gerufen worden, hatte ihren Sitz in Paris und arrangierte den Wettbewerb bis 2002.
Die Kandidatinnen waren in ihren Herkunftsländern von nationalen Organisationskomitees ausgewählt worden, die mit der MEO Lizenzverträge abgeschlossen hatten. Dabei muss es sich nicht in jedem Fall um die Erstplatzierte in ihrem nationalen Wettbewerb gehandelt haben.

## Miss Europe 1993
Die Veranstaltung fand am 12. Juli 1993 in der türkischen Metropole Istanbul statt. Es gab 31 Bewerberinnen.
| Land                    | Schreibweise bei Pageantopolis | Schreibweise in der Heimatsprache                              | Teilnahme an weiteren Wettbewerben                       |
| ----------------------- | ------------------------------ | -------------------------------------------------------------- | -------------------------------------------------------- |
| Platzierungen           |                                |                                                                |                                                          |
| 1. Türkei               | Arzum Onan                     | Arzum Onan                                                     |                                                          |
| 2. Russland             | Yuliya Alekseyeva              | Юлия Алексеева                                                 | Miss Universe 1995                                       |
| 3. Israel               | Dana Avrish                    |                                                                |                                                          |
| 4. Spanien              | Ana Maria Pérez Ayllón         | Ana Maria Pérez Ayllón                                         |                                                          |
| 5. Island               | Svala Björk Arnardóttir        | Svala Björk Arnardóttir                                        | Miss Universe 1994, Miss Scandinavia 1994                |
| Top 12                  |                                |                                                                |                                                          |
| Bulgarien               | Gergana Fidanova               | Гергана Фиданова                                               |                                                          |
| England                 | Alison Hobson                  |                                                                |                                                          |
| Finnland                | Emilia Söderman                | Emilia Söderman                                                | Miss Scandinavia 1994: Platz 2                           |
| Griechenland            | Afrodite Kouli                 | Αφροδίτη Κούλη                                                 |                                                          |
| Holland                 | Ester Jongh                    | Esther de Jong                                                 |                                                          |
| Luxemburg               | Nathalie Dos Santos            | Nathalie Dos Santos                                            | Miss Universe 1993, Miss International 1993              |
| Portugal                | Carla Marisa da Cruz           | Marisa Cruz                                                    | Miss Universe 1993                                       |
| Weitere Teilnehmerinnen |                                |                                                                |                                                          |
| Albanien                | Sidorela Kola                  | Sidorela Kola                                                  |                                                          |
| Dänemark                | Mette Marie Salto              |                                                                | Miss International 1993                                  |
| Deutschland             | Verona Feldbusch               | Verona Feldbusch                                               | Miss Universe 1993, Miss Intercontinental 1993: Siegerin |
| Estland                 | Teini Vaher                    | Teini Vaher                                                    |                                                          |
| Frankreich              | Veronique de la Cruz           | Véronique de la Cruz                                           | Miss Universe 1993, Miss World 1993: Semifinale          |
| Irland                  | ?                              |                                                                |                                                          |
| Italien                 | Marika Coco                    |                                                                |                                                          |
| Litauen                 | ?                              |                                                                |                                                          |
| Malta                   | Romina Genuis                  | Romina Genuis                                                  | Miss World 1993                                          |
| Norwegen                | Julianne Skovli                | Julianne Skovli                                                | Miss Scandinavia 1992: Platz 3                           |
| Österreich              | Nelly Schperin                 |                                                                |                                                          |
| Polen                   | Dorota Wrobel                  | Dorota Wróbel                                                  |                                                          |
| Rumänien                | Adriana Silaci                 |                                                                |                                                          |
| Schottland              | Laura King                     |                                                                |                                                          |
| Schweden                | Christina Gustavsson           | Christina Gustafsson                                           |                                                          |
| Schweiz                 | Beatrice Kohl                  |                                                                |                                                          |
| Slowakei A              | Silvia Lakatosova              | Silvia Lakatošová                                              | Miss Universe 1994: Top 6                                |
| Tschechien B            | Jana Rybska                    | Jana Rybská                                                    |                                                          |
| Ukraine                 | Veronika Ordynskaya            | Вероніка Ординская (ukrainisch), Вероника Ордынская (russisch) |                                                          |